# Lodowiec Polonia
Lodowiec Polonia (ang. Polonia Glacier) - lodowiec na południowych wybrzeżach Wyspy Króla Jerzego, między Wzgórzami Sukiennic a przylądkiem Turret Point. Opada w kierunku południowo-zachodnim ku wybrzeżom Zatoki Króla Jerzego. Na wschodzie przechodzi w Lodowiec Zbyszka, opadający ku Zatoce Trzech Króli.